# Pervomaisk, Mala Vîska
Pervomaisk (în ucraineană Первомайськ) este un sat în comuna Pletenîi Tașlîk din raionul Mala Vîska, regiunea Kirovohrad, Ucraina.

## Demografie
Componența lingvistică a localității Pervomaisk
     Ucraineană (95,36%)
     Rusă (2,17%)
     Belarusă (1,55%)
     Alte limbi (0,93%)
Conform recensământului din 2001, majoritatea populației localității Pervomaisk era vorbitoare de ucraineană (95,36%), existând în minoritate și vorbitori de rusă (2,17%) și belarusă (1,55%).